# Lekkoatletyka na Letnich Igrzyskach Olimpijskich 1936 – bieg na 100 m mężczyzn

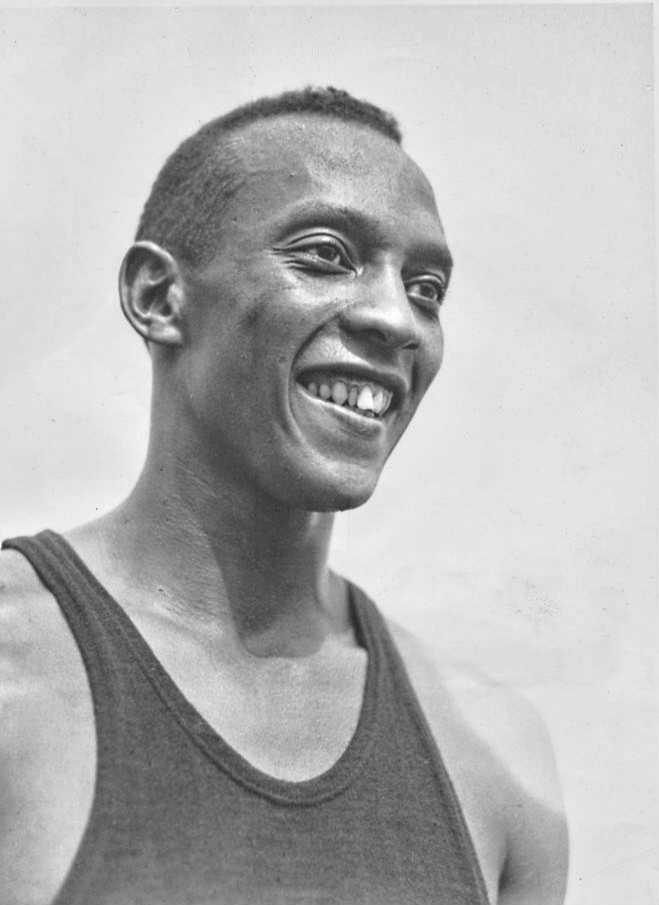
Jesse Owens

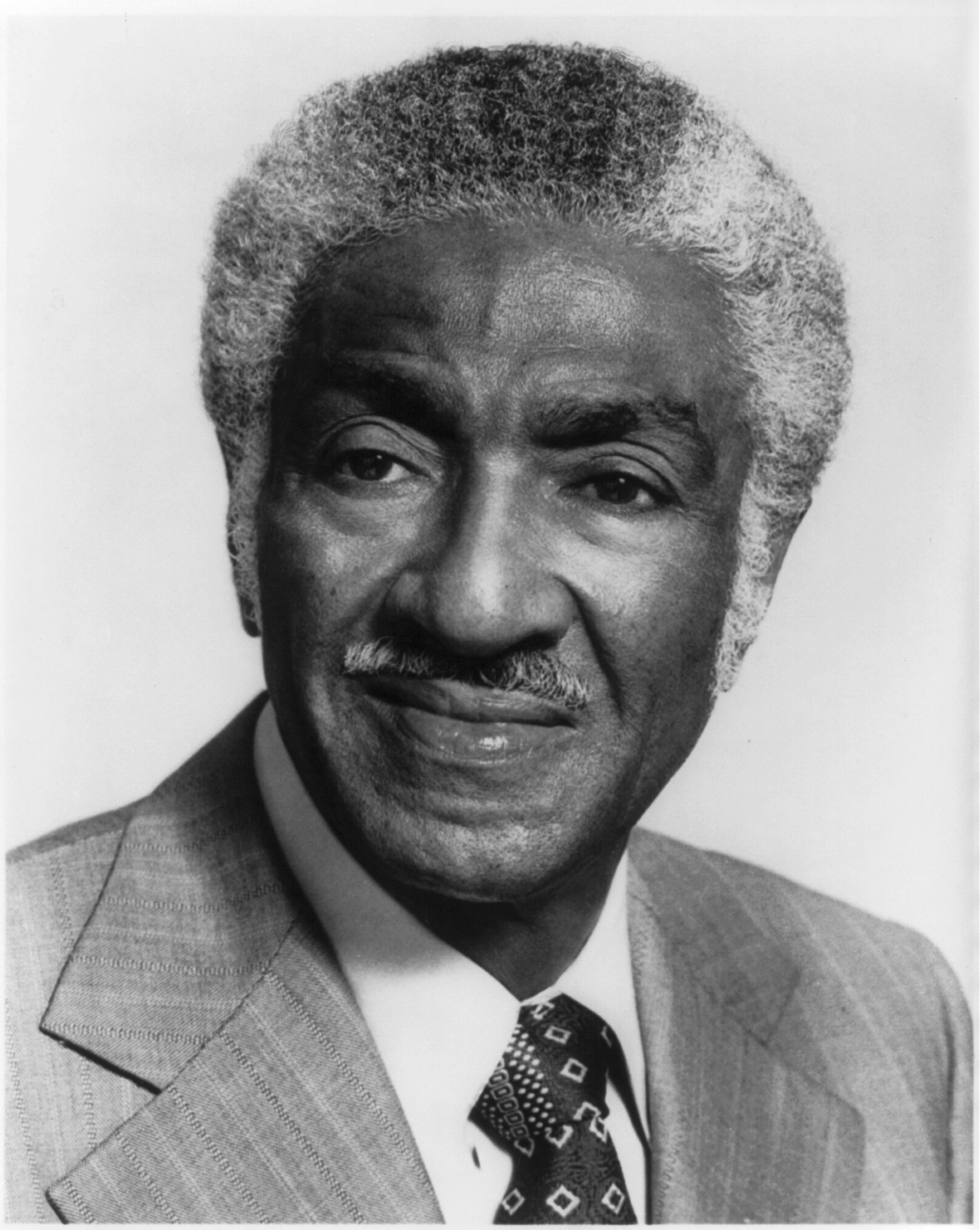
Ralph Metcalfe

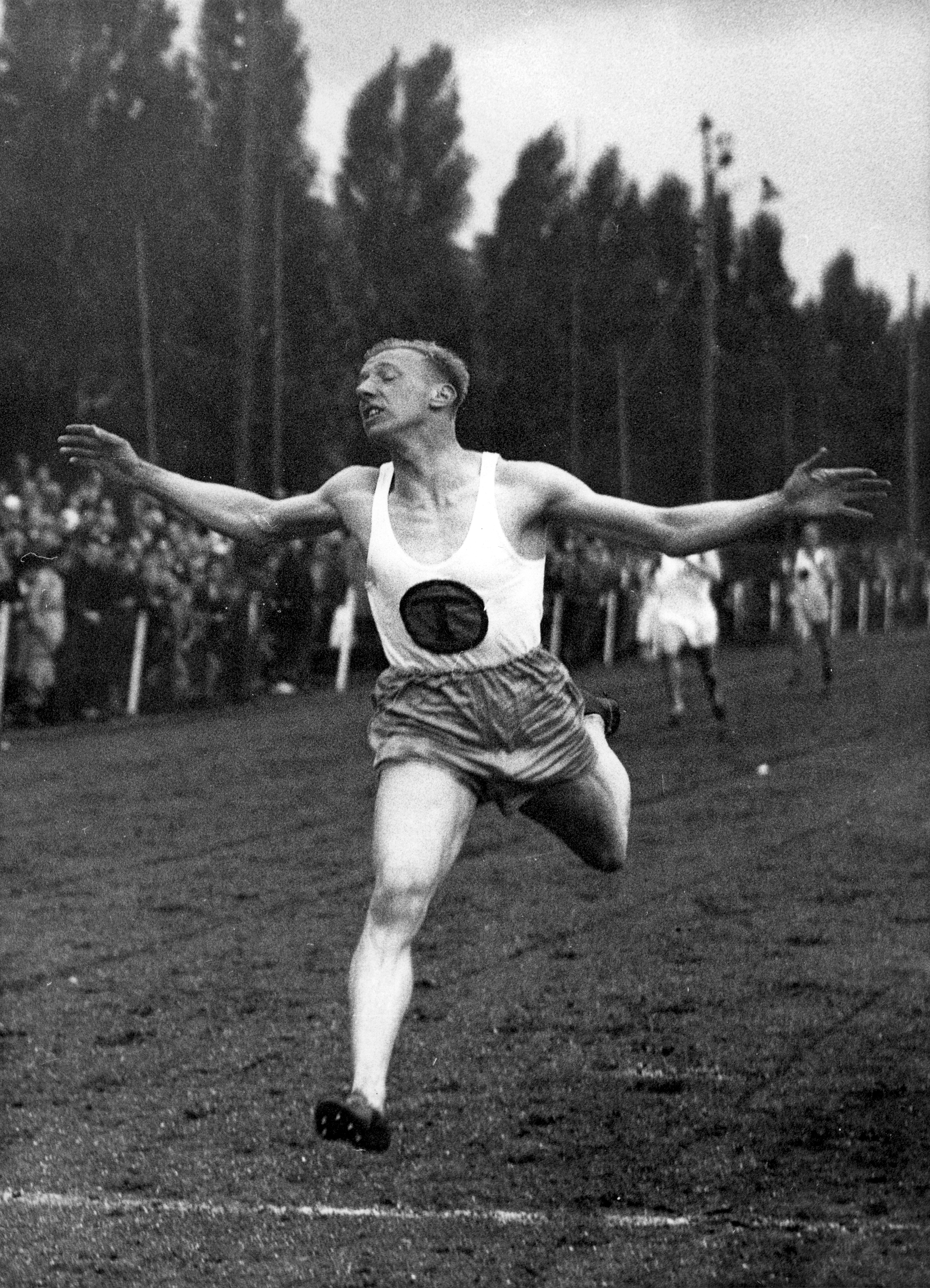
Tinus Osendarp

Bieg na 100 metrów mężczyzn był jedną z konkurencji rozgrywanych podczas XI Letnich Igrzysk Olimpijskich. Biegi zostały rozegrane w dniach 2 i 3 sierpnia 1936 roku na Stadionie Olimpijskim w Berlinie. Wystartowało 63 zawodników z 30 krajów.

## Rekordy
|                   | Zawodnik       | Wynik | Miejsce     | Data                 |
| ----------------- | -------------- | ----- | ----------- | -------------------- |
| Rekord świata     | Jesse Owens    | 10,2  | Chicago     | 20 czerwca 1936(dts) |
| Rekord olimpijski | Eddie Tolan    | 10,3  | Los Angeles | 1 sierpnia 1932(dts) |
| Rekord olimpijski | Ralph Metcalfe | 10,3  | Los Angeles | 1 sierpnia 1932(dts) |

## Terminarz
| Data            |              | Godzina |
| --------------- | ------------ | ------- |
| 2 sierpnia 1936 | Eliminacje   | 10:00   |
| 2 sierpnia 1936 | Ćwierćfinały | 15:00   |
| 3 sierpnia 1936 | Półfinały    | 15:30   |
| 3 sierpnia 1936 | Finał        | 17:00   |

## Wyniki

### Eliminacje
Z każdego z 12 biegów do ćwierćfinału awansowało dwóch najlepszych zawodników.

#### Bieg 1
| Poz. | Zawodnik            | Reprezentacja | Czas | Uwagi |
| ---- | ------------------- | ------------- | ---- | ----- |
| 1.   | Lennart Strandberg  | Szwecja       | 10,7 | Q     |
| 2.   | Takayoshi Yoshioka  | Japonia       | 10,8 | Q     |
| 3.   | Manfred Kersch      | III Rzesza    | 10,8 |       |
| 4.   | Maurice Carlton     | Francja       | 11,1 |       |
| 5.   | Aristidis Sakelariu | Grecja        |      |       |

#### Bieg 2
| Poz. | Zawodnik         | Reprezentacja     | Czas | Uwagi |
| ---- | ---------------- | ----------------- | ---- | ----- |
| 1.   | Chris Berger     | Holandia          | 10,8 | Q     |
| 2.   | Pat Dannaher     | Południowa Afryka | 11,0 | Q     |
| 3.   | Bernard Marchand | Szwajcaria        | 11,2 |       |
| 4.   | Antonio Sande    | Argentyna         | 11,2 |       |
| 5.   | Julije Bauer     | Jugosławia        | 11,5 |       |
| –    | Ludwig Berger    | Austria           | DNS  |       |

#### Bieg 3
| Poz. | Zawodnik             | Reprezentacja     | Czas | Uwagi |
| ---- | -------------------- | ----------------- | ---- | ----- |
| 1.   | Wil van Beveren      | Holandia          | 10,8 | Q     |
| 2.   | Eric Grimbeek        | Południowa Afryka | 10,9 | Q     |
| 3.   | Ruudi Toomsalu       | Estonia           | 11,0 |       |
| 4.   | Antonio Salcedo      | Filipiny          |      |       |
| 5.   | José Domingo Sánchez | Kolumbia          |      |       |
| 6.   | Mohammad Khan        | Afganistan        |      |       |

#### Bieg 4
| Poz. | Zawodnik        | Reprezentacja | Czas | Uwagi |
| ---- | --------------- | ------------- | ---- | ----- |
| 1.   | Gyula Gyenes    | Węgry         | 10,7 | Q     |
| 2.   | Bunta Suzuki    | Japonia       | 10,7 | Q     |
| 3.   | Palle Virtanen  | Finlandia     | 10,9 |       |
| 4.   | Paul Bronner    | Francja       | 11,1 |       |
| 5.   | Antonio Cuba    | Peru          |      |       |
| 6.   | Elias Gutiérrez | Kolumbia      |      |       |

#### Bieg 5
| Poz. | Zawodnik         | Reprezentacja    | Czas | Uwagi |
| ---- | ---------------- | ---------------- | ---- | ----- |
| 1.   | Howard McPhee    | Kanada           | 10,8 | Q     |
| 2.   | Lennart Lindgren | Szwecja          | 10,8 | Q     |
| 3.   | Robert Paul      | Francja          | 11,0 |       |
| 4.   | George Fahoum    | Królestwo Egiptu |      |       |
| 5.   | Fu Jincheng      | Chiny            |      |       |

#### Bieg 6
| Poz. | Zawodnik             | Reprezentacja      | Czas | Uwagi |
| ---- | -------------------- | ------------------ | ---- | ----- |
| 1.   | Marthinus Theunissen | Południowa Afryka  | 10,7 | Q     |
| 2.   | Gerd Hornberger      | III Rzesza         | 10,8 | Q     |
| 3.   | Tomás Beswick        | Argentyna          | 10,9 |       |
| 4.   | Toivo Sariola        | Finlandia          |      |       |
| 5.   | Sveinn Ingvarsson    | Królestwo Islandii |      |       |
| 6.   | Oskar Ospelt         | Liechtenstein      |      |       |

#### Bieg 7
| Poz. | Zawodnik          | Reprezentacja     | Czas | Uwagi |
| ---- | ----------------- | ----------------- | ---- | ----- |
| 1.   | Ralph Metcalfe    | Stany Zjednoczone | 10,8 | Q     |
| 2.   | József Sír        | Węgry             | 10,8 | Q     |
| 3.   | Nemesio de Guzman | Filipiny          | 11,1 |       |
| 4.   | Fritz Seeger      | Szwajcaria        | 11,3 |       |
| –    | Pascual Gutiérrez | Meksyk            | DNS  |       |
| –    | Irvin Ternström   | Szwecja           | DNS  |       |

#### Bieg 8
| Poz. | Zawodnik         | Reprezentacja | Czas | Uwagi |
| ---- | ---------------- | ------------- | ---- | ----- |
| 1.   | Erich Borchmeyer | III Rzesza    | 10,7 | Q     |
| 2.   | Bruce Humber     | Kanada        | 10,8 | Q     |
| 3.   | Gábor Gerő       | Węgry         | 11,3 |       |
| 4.   | Cheng Jinguan    | Chiny         |      |       |
| 5.   | Alfred Bencini   | Malta         |      |       |
| –    | Darko Dremil     | Jugosławia    | DNS  |       |

#### Bieg 9
| Poz. | Zawodnik           | Reprezentacja     | Czas | Uwagi |
| ---- | ------------------ | ----------------- | ---- | ----- |
| 1.   | Frank Wykoff       | Stany Zjednoczone | 10,6 | Q     |
| 2.   | Arthur Sweeney     | Wielka Brytania   | 10,7 | Q     |
| 3.   | Antonio Fondevilla | Argentyna         | 11,0 |       |
| 4.   | Toivo Ahjopalo     | Finlandia         |      |       |
| 5.   | Oswaldo Domingues  | Brazylia          |      |       |
| 6.   | Xaver Frick        | Liechtenstein     |      |       |
| –    | Alfred Lechner     | Austria           | DNS  |       |

#### Bieg 10
| Poz. | Zawodnik        | Reprezentacja    | Czas | Uwagi |
| ---- | --------------- | ---------------- | ---- | ----- |
| 1.   | Tinus Osendarp  | Holandia         | 10,5 | Q     |
| 2.   | Alan Pennington | Wielka Brytania  | 10,6 | Q, =  |
| 3.   | Lee Orr         | Kanada           | 10,6 |       |
| 4.   | Robert Struckl  | Austria          |      |       |
| 5.   | Eric Whiteside  | Indie Brytyjskie |      |       |

#### Bieg 11
| Poz. | Zawodnik        | Reprezentacja   | Czas | Uwagi |
| ---- | --------------- | --------------- | ---- | ----- |
| 1.   | Paul Hänni      | Szwajcaria      | 10,7 | Q     |
| 2.   | Cyril Holmes    | Wielka Brytania | 10,8 | Q     |
| 3.   | Renos Frangudis | Grecja          | 10,8 |       |
| 4.   | François Mersch | Luksemburg      | 10,9 |       |
| 5.   | Liu Changchun   | Chiny           |      |       |
| –    | Alfonz Kovačić  | Jugosławia      | DNS  |       |

#### Bieg 12
| Poz. | Zawodnik                  | Reprezentacja     | Czas | Uwagi |
| ---- | ------------------------- | ----------------- | ---- | ----- |
| 1.   | Jesse Owens               | Stany Zjednoczone | 10,3 | Q =   |
| 2.   | Kichizo Sasaki            | Japonia           | 11,0 | Q     |
| 3.   | José de Almeida           | Brazylia          | 11,1 |       |
| 4.   | Dieudonné Devrindt        | Belgia            | 11,3 |       |
| 5.   | Austin Cassar-Torreggiani | Malta             |      |       |

### Ćwierćfinały
Do półfinału z każdego ćwierćfinału awansowało trzech najlepszych zawodników.

#### Bieg 1
| Poz. | Zawodnik           | Reprezentacja     | Czas | Uwagi |
| ---- | ------------------ | ----------------- | ---- | ----- |
| 1.   | Lennart Strandberg | Szwecja           | 10,5 | Q,    |
| 2.   | Tinus Osendarp     | Holandia          | 10,6 | Q     |
| 3.   | Frank Wykoff       | Stany Zjednoczone | 10,6 | Q     |
| 4.   | Gerd Hornberger    | III Rzesza        | 10,7 |       |
| 5.   | Gyula Gyenes       | Węgry             |      |       |
| 6.   | Cyril Holmes       | Wielka Brytania   |      |       |

#### Bieg 2
| Poz. | Zawodnik           | Reprezentacja     | Czas   | Uwagi |
| ---- | ------------------ | ----------------- | ------ | ----- |
| 1.   | Jesse Owens        | Stany Zjednoczone | 10,2 w | Q     |
| 2.   | Paul Hänni         | Szwajcaria        | 10,6 w | Q     |
| 3.   | József Sír         | Węgry             | 10,7 w | Q     |
| 4.   | Takayoshi Yoshioka | Japonia           | 10,8 w |       |
| 5.   | Eric Grimbeek      | Południowa Afryka | 10,9 w |       |
| 6.   | Lennart Lindgren   | Szwecja           | 11,0 w |       |

#### Bieg 3
| Poz. | Zawodnik             | Reprezentacja     | Czas | Uwagi |
| ---- | -------------------- | ----------------- | ---- | ----- |
| 1.   | Ralph Metcalfe       | Stany Zjednoczone | 10,5 | Q     |
| 2.   | Alan Pennington      | Wielka Brytania   | 10,6 | Q, =  |
| 3.   | Wil van Beveren      | Holandia          | 10,7 | Q     |
| 4.   | Marthinus Theunissen | Południowa Afryka |      |       |
| 5.   | Bruce Humber         | Kanada            |      |       |
| 6.   | Kichizo Sasaki       | Japonia           |      |       |

#### Bieg 4
| Poz. | Zawodnik         | Reprezentacja     | Czas | Uwagi |
| ---- | ---------------- | ----------------- | ---- | ----- |
| 1.   | Erich Borchmeyer | III Rzesza        | 10,5 | Q     |
| 2.   | Arthur Sweeney   | Wielka Brytania   | 10,6 | Q     |
| 3.   | Howard McPhee    | Kanada            | 10,6 | Q     |
| 4.   | Bunta Suzuki     | Japonia           |      |       |
| 5.   | Chris Berger     | Holandia          |      |       |
| 6.   | Pat Dannaher     | Południowa Afryka |      |       |

### Półfinały
Z każdego z półfinałów do finału awansowało trzech najlepszych zawodników.

#### Bieg 1
| Poz. | Zawodnik           | Reprezentacja     | Czas | Uwagi |
| ---- | ------------------ | ----------------- | ---- | ----- |
| 1.   | Jesse Owens        | Stany Zjednoczone | 10,4 | Q     |
| 2.   | Frank Wykoff       | Stany Zjednoczone | 10,5 | Q     |
| 3.   | Lennart Strandberg | Szwecja           | 10,5 | Q, =  |
| 4.   | Paul Hänni         | Szwajcaria        | 10,7 |       |
| 5.   | Wil van Beveren    | Holandia          | 10,8 |       |
| 6.   | Alan Pennington    | Wielka Brytania   |      |       |

#### Bieg 2
| Poz. | Zawodnik         | Reprezentacja     | Czas | Uwagi |
| ---- | ---------------- | ----------------- | ---- | ----- |
| 1.   | Ralph Metcalfe   | Stany Zjednoczone | 10,5 | Q     |
| 2.   | Tinus Osendarp   | Holandia          | 10,6 | Q     |
| 3.   | Erich Borchmeyer | III Rzesza        | 10,7 | Q     |
| 4.   | Howard McPhee    | Kanada            | 10,7 |       |
| 5.   | Arthur Sweeney   | Wielka Brytania   | 10,7 |       |
| 6.   | József Sír       | Węgry             | 10,9 |       |

### Finał
| Poz. | Zawodnik           | Reprezentacja     | Czas   |
| ---- | ------------------ | ----------------- | ------ |
| 1.   | Jesse Owens        | Stany Zjednoczone | 10,3 w |
| 2.   | Ralph Metcalfe     | Stany Zjednoczone | 10,5 w |
| 3.   | Tinus Osendarp     | Holandia          | 10,5 w |
| 4.   | Frank Wykoff       | Stany Zjednoczone | 10,6 w |
| 5.   | Erich Borchmeyer   | III Rzesza        | 10,7 w |
| 6.   | Lennart Strandberg | Szwecja           | 10,9 w |